# Dibek
Dibek (Aramees: ܒܕܒܒܐ Badibe of ܒܝܬ ܕܒܐ, Beth Dibe) is een dorp in het district Nusaybin in de provincie Mardin in het zuidoosten van Turkije. Het dorp is gelegen in het Turo D' Izlo-gebergte in het zuiden van de Aramese regio Tur Abdin. De naam Beth Dibe komt uit het Aramees en betekent "huis van beren". Net buiten het dorp staat het klooster van Mor Jakob d' Qarno.

## Geschiedenis
Het dorp is gelegen nabij de stad Nusaybin. Nusaybin werd in 901 voor Christus voor het eerst benoemd als Nasibina als deel van een Aramees koninkrijk. In de eerste eeuw na Christus maakte Badibe deel uit van het Aramese koninkrijk Osroene.
In augustus 1915 tijdens de Aramese genocide in het Ottomaanse Rijk, werd het dorp aangevallen. Aan het begin van de moordpartijen woonden er veertig Syrisch-Orthodoxe families in Beth-Debe. Tijdens de vervolgingen werd het dorp een toevluchtsoord voor Aramese vluchtelingen uit omliggende dorpen, waaronder twintig families uit Sederi en twintig uit Kharabe-Mishka. Ook Suryoye uit de omgeving van Nusaybin zochten er bescherming.
De Koerdische leider Sarokhano Agha, verstrekte informatie, wapens en munitie aan de Aramese verdedigers. De dorpsbewoners bouwden verdedigingswerken om de aanval af te slaan. De avond voor de geplande aanval waarschuwde Sarokhano Agha de Aramese christenen van het dorp. De aanval kwam begin augustus van een coalitie van Koerdische stammen, waaronder de Hajo, Doman, Chumaran, Surgechi, Bunusra, en Omaran. Ook Qaddur Bey voegde zich bij de aanval met de Ottomaanse militie uit Nisibin. De verdedigers van Beth-Debe ontvingen versterkingen van honderd bewapende mannen uit het nabijgelegen Mor Malke-klooster van Arkah.
De gevechten duurden vijftien dagen en nachten. De Aramese christenen slaagden erin stand te houden, en de Koerdische verliezen waren groter dan die van de verdedigers. Uiteindelijk trokken de Koerdische strijders zich rond het feest van Maria-Tenhemelopneming (15 augustus) terug. Tijdens de gevechten kwamen achttien Arameeërs om het leven, terwijl dertig Koerden sneuvelden. Na de terugtrekking van de aanvallers trokken de overlevenden van Beth-Debe naar het Mor Malke-klooster om zich verder in veiligheid te brengen.

## Geografie
De stad ligt in de provincie Mardin, in het zuidoosten van Turkije, nabij de grens met Syrië. De regio staat historisch bekend als Tur Abdin, een gebied dat lange tijd werd beschouwd als het kernland van de Aramese christenen, die hier tot de 20e eeuw een meerderheid vormden. Het zuidelijke deel van Tur Abdin, rondom de stad Nusaybin, wordt aangeduid als Turo d'Izlo (Berg Izla). In de Hebreeuwse Bijbel wordt in het boek Ezechiël (27:19) verwezen naar “vaten wijn uit Izla”.

## Bevolking
De inwoners van Beth-Debe waren etnische Arameeërs, behorend tot de Syrisch-Orthodoxe Kerk van Antiochië. In de jaren 80 van de 20e eeuw emigreerde de meerderheid van de Arameeërs uit het dorp naar westerse landen, waaronder Nederland, Duitsland en Zweden. Tegenwoordig wonen er nog enkele inheemse Arameeërs in het dorp.